# 目黒駅

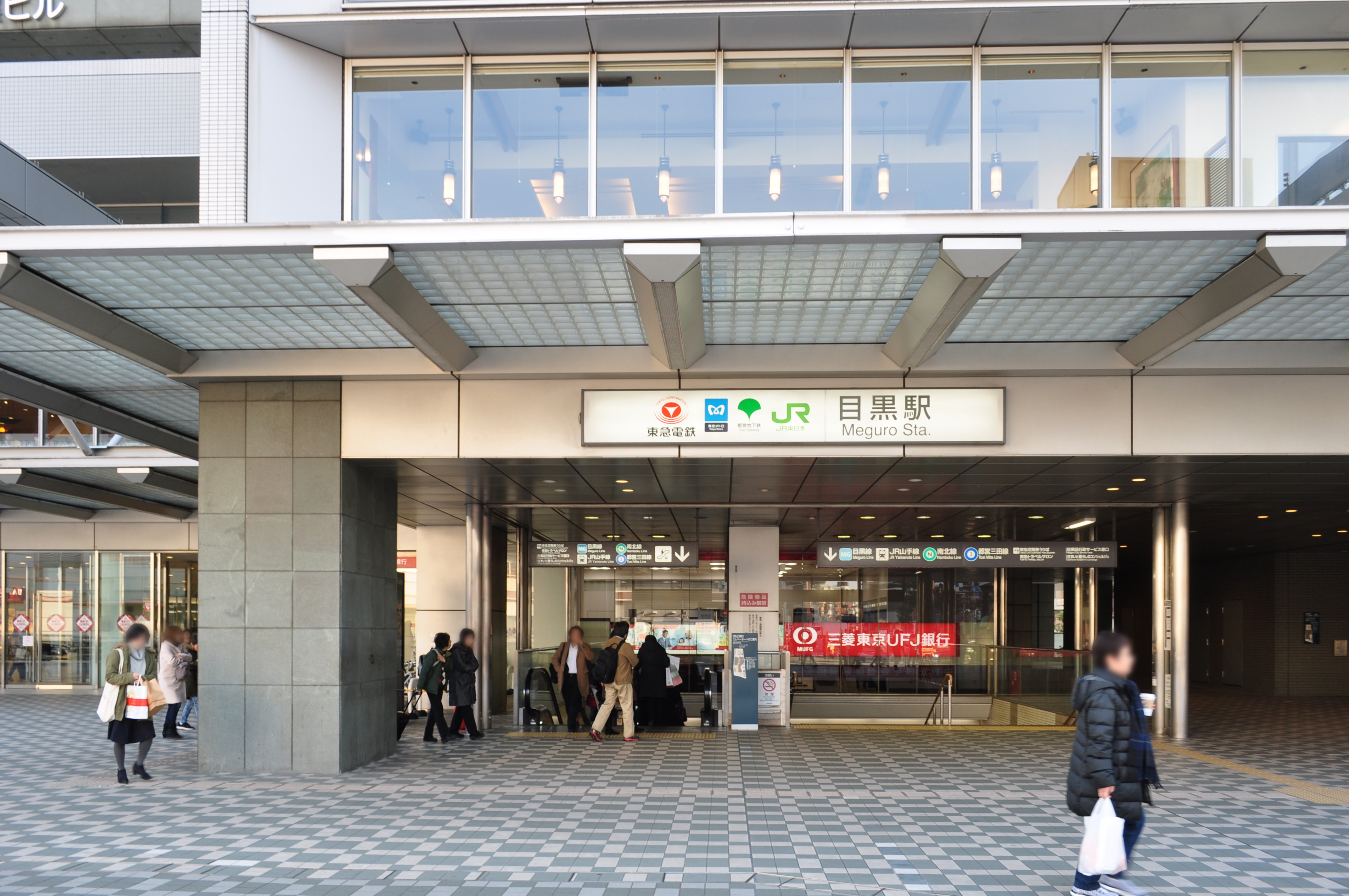
正面口（2018年1月）

目黒駅（めぐろえき）は、東京都品川区上大崎にある、東日本旅客鉄道（JR東日本）・東急電鉄（東急）・東京地下鉄（東京メトロ）・東京都交通局（都営地下鉄）の駅である。
所在地は目黒区ではなく品川区であり（後述）、同区最北端の駅である。なお、目黒区にある駅で「目黒」を駅名に冠する駅は、中目黒駅である。

## 乗り入れ路線
以下の4社局4路線が乗り入れ、相互間の接続駅となっている。
- JR東日本： 山手線 - 電車線で運行される環状線としての山手線電車のみが停車し、線路名称上は山手線である山手貨物線を走行する埼京線・湘南新宿ラインの列車は停車しない。また、特定都区市内制度における「東京都区内」および「東京山手線内」に属している[1]。駅番号「JY 22」
- 東急電鉄： 目黒線 - 当駅が起点。下記2路線および2023年より相模鉄道各線と相互直通運転が行われている。かつては「目蒲線」と称していた。駅番号「MG01」
- 東京メトロ： 南北線 - 当駅が起点。開業当初から多くの列車が赤羽岩淵駅から埼玉高速鉄道線への直通運転を実施している。駅番号「N 01」
- 都営地下鉄： 三田線 - 当駅が起点。駅番号「I 01」

東急・東京メトロ・都営地下鉄の駅は、目黒線と南北線および三田線の間で相互直通運転を行っている。3社局の路線が乗り入れる共同使用駅で東急の管轄となっている。3者の乗り入れで1者が管轄する珍しい事例の共同使用駅である。
また、南北線と三田線は、当駅から白金高輪駅までの区間で駅・線路設備を共用している。当該区間については、南北線を運行する東京メトロが第一種鉄道事業者として施設を保有しており、三田線を運行する東京都交通局は第二種鉄道事業者となる。

## 歴史

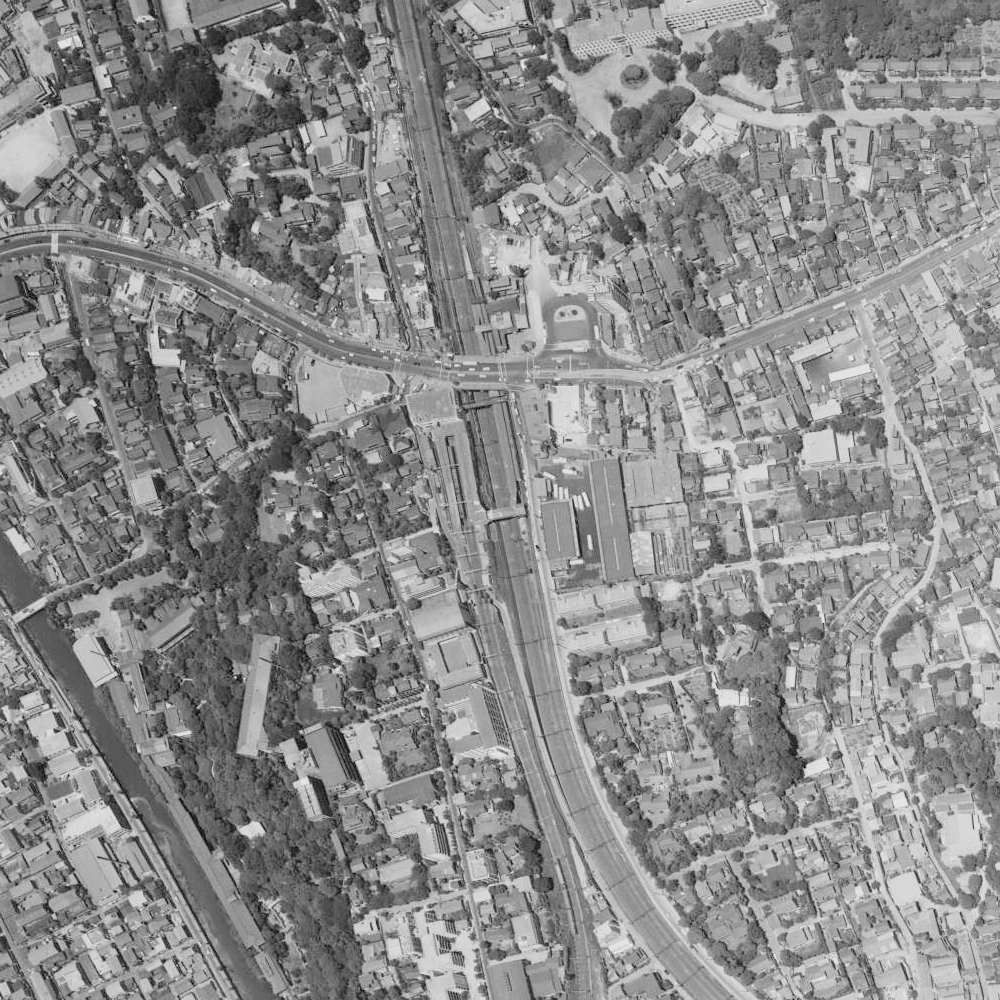
目黒駅周辺の白黒空中写真（1963年6月26日撮影）

- 1885年（明治18年）3月16日：日本鉄道の駅として開業[2][3]。旅客営業のみ。
- 1906年（明治39年）11月1日：日本鉄道が国有化、国有鉄道の駅となる[2]。
- 1909年（明治42年）10月12日：線路名称制定により山手線の所属となる。
- 1923年（大正12年）3月11日：目黒蒲田電鉄（現在の東急）の駅が開業[3][4]。
- 1929年（昭和4年）：目蒲線目黒駅に東横第2食堂が開設される[3]。
- 1936年（昭和11年）：目蒲線駅舎が木造モルタル造2階建てに改築[3]。
- 1942年（昭和17年）：目蒲線ホームが3両編成対応になる[3]。
- 1953年（昭和28年）12月12日：目蒲線駅舎が鉄筋コンクリート造地上2階・地下1階建てに改築[3]。
- 1965年（昭和40年）10月1日：国鉄駅において手荷物及び小荷物を東急線方面との連絡のものに限定、配達の取り扱いを開始[2]。
- 1967年（昭和42年）
  - 4月1日：目蒲線ホームが4両対応に延伸され、3番線が廃止される[3]。
  - 11月25日：国鉄の目黒駅が民衆駅として改築[新聞 1]。
- 1968年（昭和43年）2月：目蒲線に券売機と改札機が一体となった「自動券売改札機」を設置[新聞 2]。
- 1984年（昭和59年）2月21日：国鉄と東急線の連絡荷物の取り扱いを廃止[2]。
- 1987年（昭和62年）4月1日：国鉄分割民営化に伴い、国鉄の駅は東日本旅客鉄道（JR東日本）の駅（山手線所属）となる[2]。
- 1990年（平成2年）6月2日：JRの駅に自動改札機を設置[5]。
- 1991年（平成3年）
  - 4月23日：目蒲線目黒駅地下化の起工式を実施[6]。
  - 4月：東急目蒲線の地下化工事に着手[7]。
  - 11月15日：目蒲線のダイヤ改正により、当駅の折り返し用分岐器を約500 m不動前駅寄りに移設[7][8]。当駅 - 不動前駅間の大部分が単線並列区間となる[9]。
- 1992年（平成4年）
  - 3月18日 - 3月19日：山手線ホームで可動式ホーム柵の試験を実施[10][新聞 3]。
  - 7月17日：仮設駅舎等の設置スペース確保のため、目蒲線ホームを不動前駅寄りに延伸（仮設ホーム）[11]。目蒲線ホームの停車位置を不動前駅寄りに約30 m移動[11][9]。
  - 8月24日：目蒲線の2番線と山手線連絡改札口を結んでいた連絡地下道を閉鎖[12]。
  - 10月31日：東急の駅が仮駅舎となり、出入口は目黒通り側から2番線ホーム側（西側）に移設[12]。
- 1993年（平成5年）
  - 4月26日：目蒲線の1番線を仮設桁（仮線路・仮ホーム）に移設[13]。
  - 8月2日：目蒲線の2番線を仮設桁（仮線路・仮ホーム）に移設[14]。
- 1994年（平成6年）2月28日：東急⇔山手線の連絡改札口を閉鎖[9][15]。このため、山手線側に仮設の改札口が設置された[15]。
- 1997年（平成9年）7月27日：東急の駅が地下駅となる[3]。
- 1998年（平成10年）4月18日：東急の駅でエスカレーターが供用開始される[16]。
- 2000年（平成12年）
  - 8月6日：目蒲線が目黒線と東急多摩川線に分割され、当駅は目黒線の駅となる[報道 1][報道 2]。
  - 9月26日：帝都高速度交通営団（営団地下鉄）・都営地下鉄の駅が開業[報道 3][報道 4]。東急目黒線と営団地下鉄南北線・都営三田線との相互直通運転を開始[報道 3][報道 4][新聞 4]。
- 2001年（平成13年）
  - 4月28日：東急の駅とJRの駅西口とを結ぶ連絡地下道が開通[17]。
  - 11月18日：JR東日本でICカード「Suica」の利用が可能となる[報道 5]。
- 2002年（平成14年）4月2日：JR東急目黒ビルが開業[報道 6][18]。アトレ目黒がオープン[報道 6][18]。
- 2004年（平成16年）4月1日：帝都高速度交通営団（営団地下鉄）民営化に伴い、南北線の駅は東京地下鉄（東京メトロ）に継承される[報道 7]。
- 2006年（平成18年）4月28日：東京メトロの定期券うりばの営業を終了[19]。
- 2007年（平成19年）3月18日：東急電鉄・東京メトロ・都営地下鉄でICカード「PASMO」の利用が可能となる[報道 8]。
- 2010年（平成22年）8月28日：山手線ホームでホームドアの使用を開始[報道 9]。
- 2017年（平成29年）3月15日：アトレ目黒1・B館がリニューアル[報道 10]。
- 2019年（平成31年）3月30日：びゅうプラザの営業を終了[20]。
- 2021年（令和3年）4月30日：東急電鉄の定期券売り場の営業を終了[報道 11]。
- 2023年（令和5年）12月9日：東急連絡改札口にお客さまサポートコールシステムを導入[21]。

### 駅名と所在地
駅名は目黒駅であるが、駅の所在地は目黒区ではなく品川区である。開設時に遡っても、目黒村でなく大崎村に位置している。
駅名選定の経緯は残されていないが、目黒不動尊や目黒川など周辺には「目黒」を冠する名称が多い。設置場所については、蒸気機関車の煙や振動が農作物に悪影響を与えると心配した地元農民の反対運動のため、目黒川沿いに鉄道を建設する当初計画が変更されたとする伝承（目黒駅追上事件と称される）がある。一方、地理学者の青木栄一はこうした伝承のほとんどは文献資料などの根拠を欠いたものであると述べている。
こうした通説の否定を踏まえ、杉山淳一は、目黒駅が大崎から渋谷までのほぼ直線上になった路線上にあることに着目し、目黒川沿いに鉄道を敷いた場合のコストを考慮した上で路線が計画され、結果的に現在の設置場所に目黒駅が設けられたのではないかと推測している。
このような経緯から、当駅周辺では落語「目黒のさんま」に因んで、品川区側と目黒区側の両方で「目黒のさんま祭り」がそれぞれ別の団体によって異なる日に開催されている。

## 駅構造

### JR東日本
島式ホーム1面2線を有する地上駅。改札は橋上と地下の2か所にある。また、東急線との連絡改札口が設置されている。東急線連絡改札口にはお客さまサポートコールシステムが導入されており、早朝および深夜の一部時間帯を除き、遠隔対応のため改札係員は不在となる。
山手線では2012年度から2017年度にかけて各駅にホームドアを設置する計画があり、目黒駅では2010年8月から他駅に先行して供用が開始された。目黒駅では過去、1992年3月18日と3月19日の2日間にわたり、外回りの最後部1両分を使用してホームドアの設置・稼働試験が行われたことがあった。
2016年より首都圏の駅で導入されたJR東日本の駅ナンバリングは、当駅が導入第一号となり、同年8月20日未明に駅名標が駅ナンバリング入りのものに交換された。

#### のりば
| 番線 | 路線   | 方向   | 行先                 |
| ---- | ------ | ------ | -------------------- |
| 1    | 山手線 | 内回り | 品川・東京・上野方面 |
| 2    | 山手線 | 外回り | 渋谷・新宿・池袋方面 |

（出典：JR東日本:駅構内図）

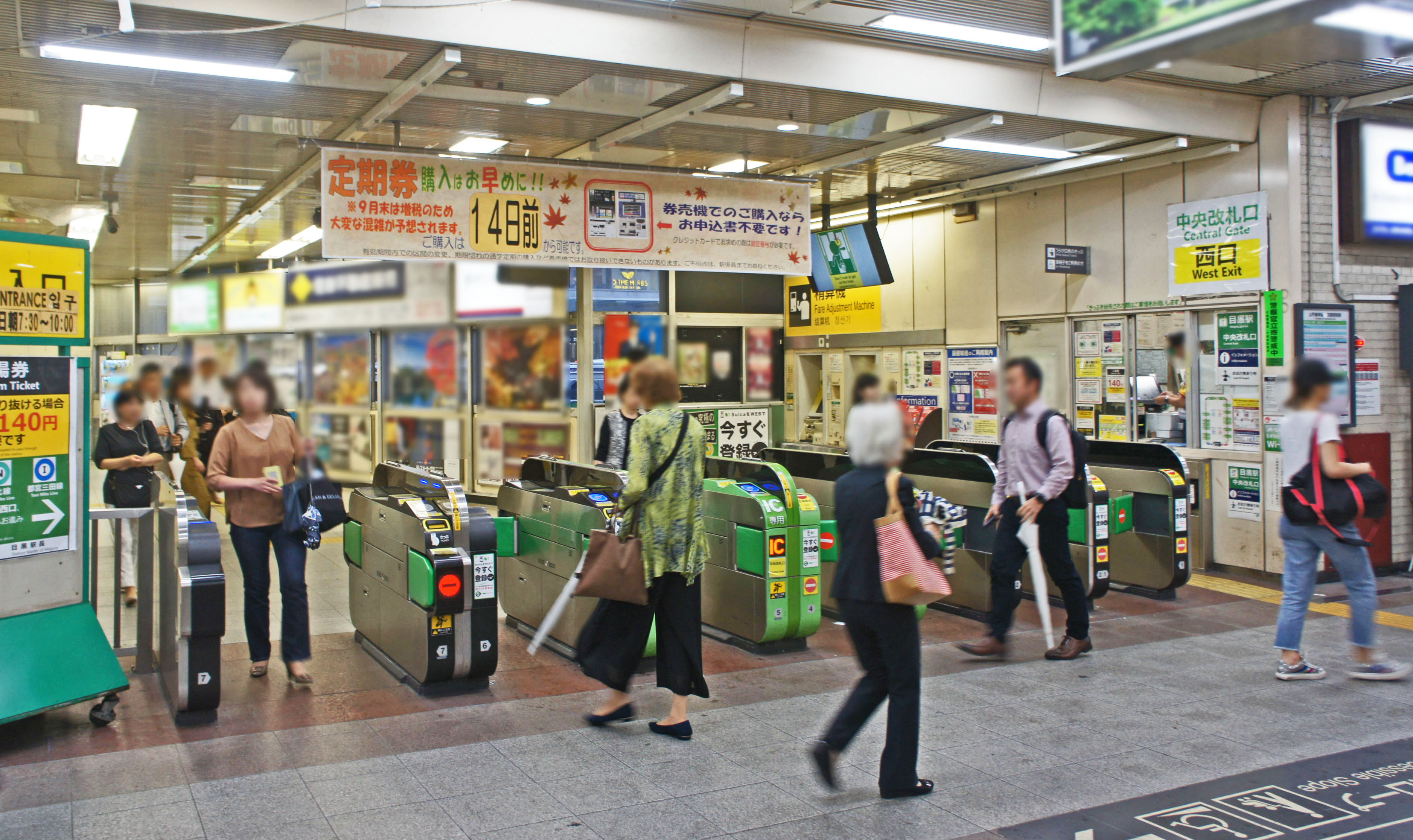
中央改札口（2019年9月）
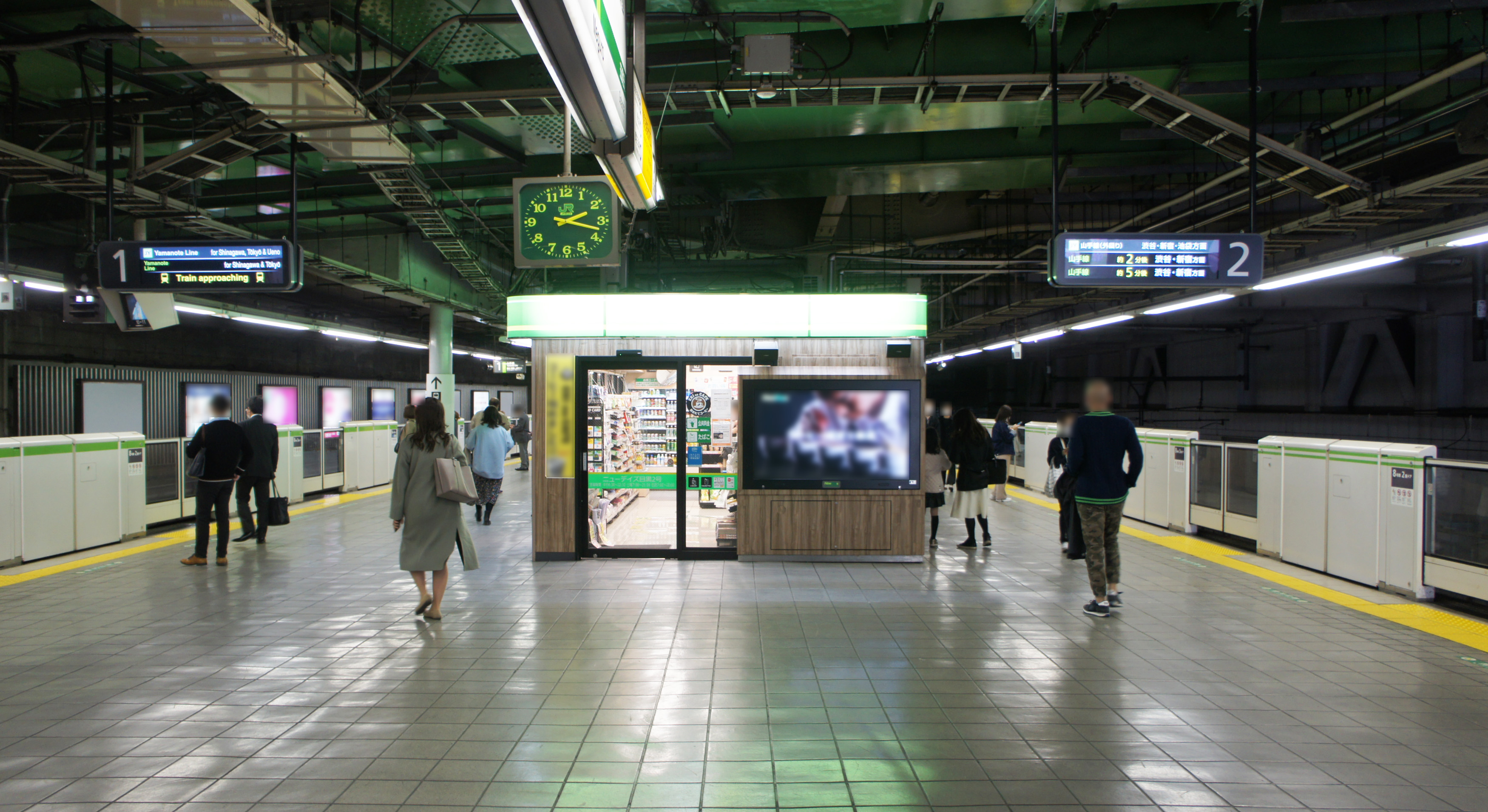
ホーム（2021年4月）
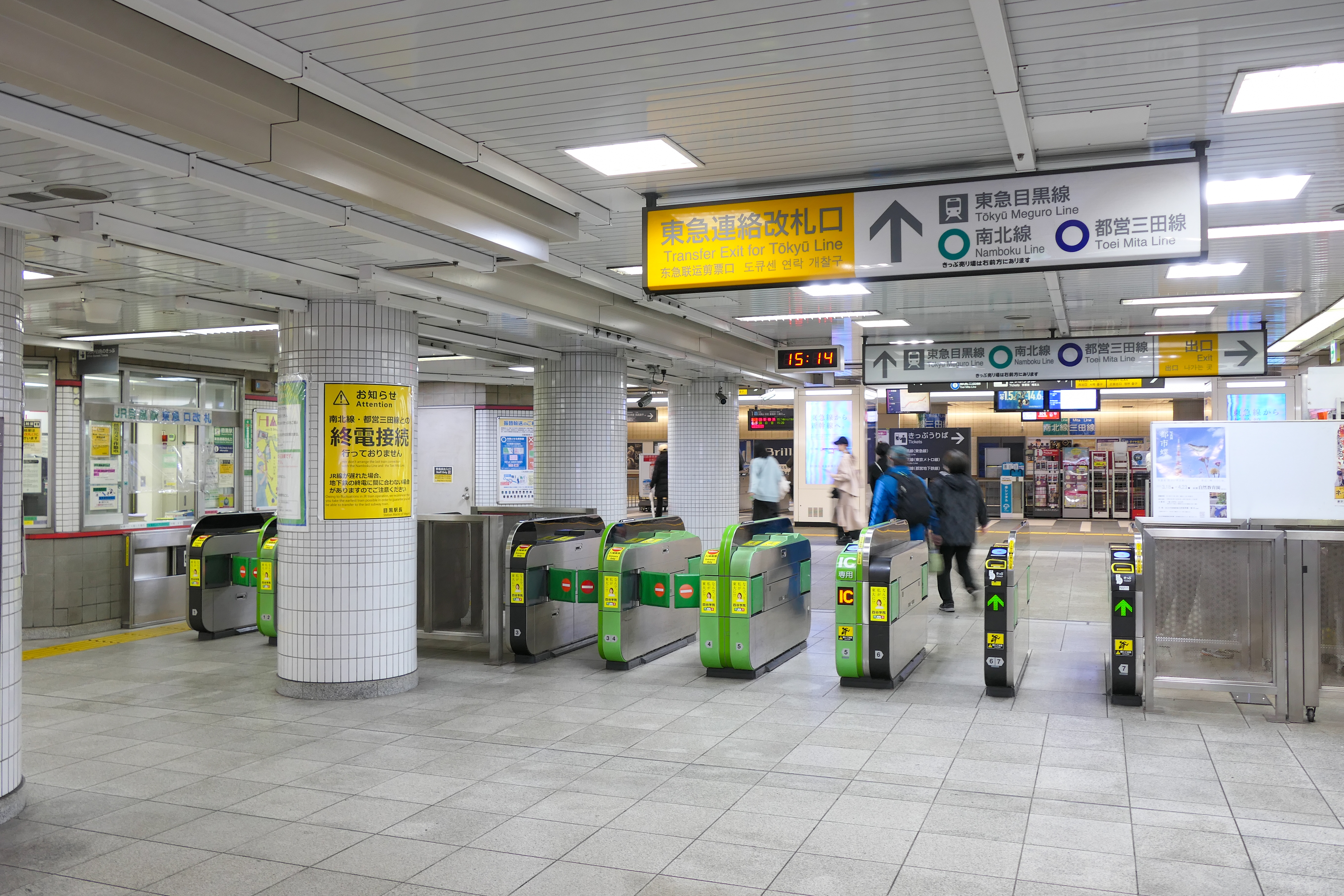
JR・東急連絡改札（2023年3月）

### 東急電鉄・東京メトロ・都営地下鉄
島式ホーム1面2線を有する地下駅。駅自体は東急電鉄が管轄しているため、フルスクリーン式ホームドアを採用している南北線では唯一の可動式ホーム柵設置駅である。ホームや各社局乗務員詰所、変電所、信号機器室、通信機器室、ポンプ室などが地下4階にあり、改札口や駅事務室、換気機械室、各社局乗務員事務室などが地下3階にある。
自動券売機は東急電鉄・東京メトロ・都営地下鉄の3種類のものが設置されているので、目的地に応じた券売機を利用する必要がある。ただし、白金台駅・白金高輪駅への乗車券購入は東京メトロ・都営地下鉄のどちらのものを利用しても差し支えなく行える。また、PASMO、SuicaなどのICカード乗車券へのチャージ・PASMOの新規発行や定期券（磁気・PASMO）の発行は駅業務を所轄している東急電鉄が行っており、東京メトロ・東京都交通局の自動券売機ではチャージができない。また東京メトロ・東京都交通局の定期券・PASMO書き込み式企画乗車券の発行もできない（東急電鉄⇔東京メトロ・東京都交通局の連絡定期券は「定期券」と表示のある券売機で発行可能）。
東急電鉄の駅長所在駅であり、「目黒駅管内」として、当駅 - 奥沢駅間を管理している。なお、東京メトロの駅としては、霞ケ関駅務管区溜池山王地域の被管理駅、都営地下鉄の駅としては、日比谷駅務管区日比谷駅務区の被管理駅である。
東京メトロ最南端の駅である。また、東京メトロとしては品川区に属する唯一の駅でもある。

#### のりば
| 番線 | 事業者       | 路線       | 行先                             |
| ---- | ------------ | ---------- | -------------------------------- |
| 1    | 東急電鉄     | 目黒線     | 大岡山・日吉・新横浜・二俣川方面 |
| 2    | 東京メトロ   | 南北線     | 赤羽岩淵・浦和美園方面           |
| 2    | 東京都交通局 | 都営三田線 | 西高島平方面                     |

- 当駅の目黒線不動前寄りにはシーサスポイントがある。2006年9月25日から2008年6月21日までは、目黒線の上り列車のうち、当駅終着の各駅停車がこのポイントを経由して下りホームである1番線に到着した後、上りホーム2番線に到着する後続の上り急行へ接続後、下り各駅停車武蔵小杉行として発車していた。しかし、同年6月22日以降は多くが南北線・三田線直通となったため、ごく一部の折り返し列車しか使用していない。
- 当駅折返しの南北線・三田線の列車は終夜運転以外では長らく設定がないが、このうち南北線方面からの当駅止まりの列車は開業後初めて2021年3月13日より設定されている[報道 13]）。

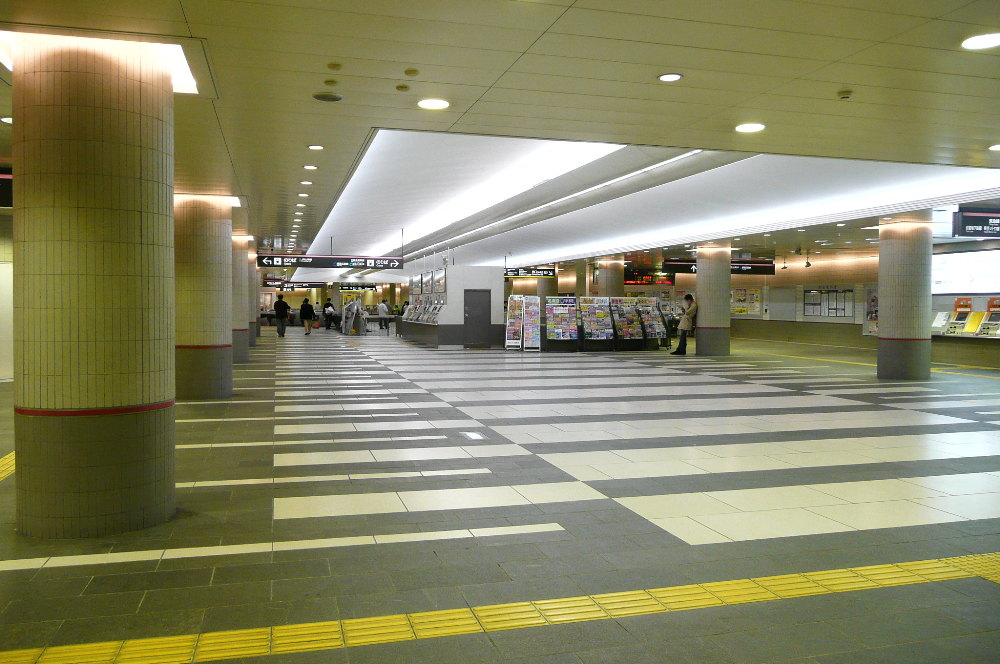
東急・東京メトロ・東京都交通局コンコース（2007年4月）
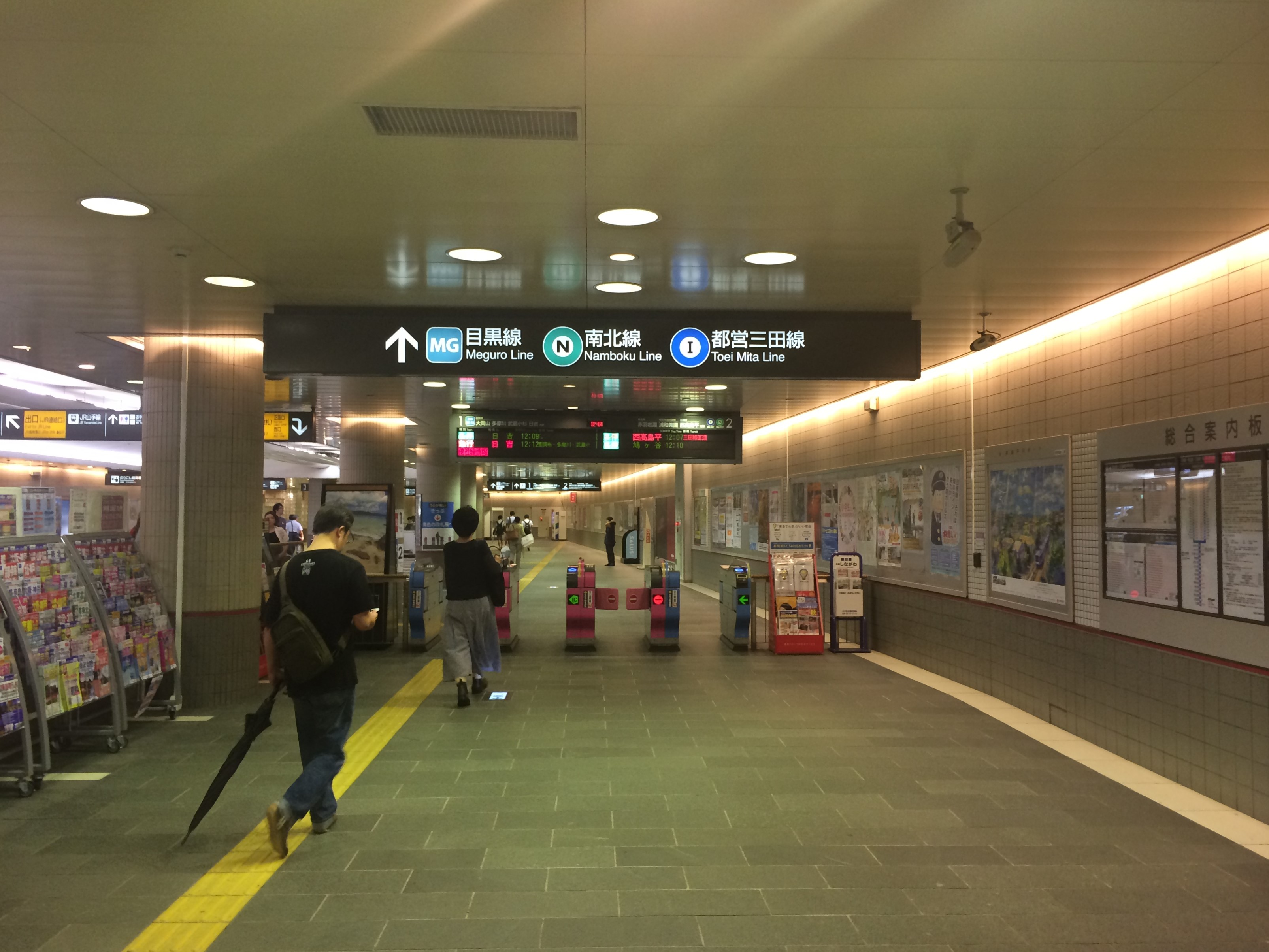
東急・東京メトロ・東京都交通局改札（2016年9月）

#### 地上時代と地下化工事
東急線開業当初は2面3線の地上相対式ホームを持つ頭端式の地上駅であり、その後1953年に駅ビルが建ち、地下1階に東急ストアが入居していた。正面に改札口が設置されたほか、1番線のホーム中央に1994年2月28日まで山手線ホームへの連絡改札口が設置されていた。1997年7月27日に現在の構造になったが、山手線ホームへの連絡改札口は引き続き設置され、東急電鉄とJRで別々になった。
東横線複々線化工事に伴い、1991年（平成3年）4月から駅全体の地下化工事に着手した。
- 工事延長：651 m[7]
- 事業費：335億円[7]（営団地下鉄・当時と費用を分担）[7]
- 掘削量：16万 m3[7]

地平の不動前駅に対して当駅は高台にあり、同駅から特認となる40‰の急勾配を登って運行していた。地下化後は不動前駅から下り4‰の勾配に緩和され、地上から約20 m掘り下げた地下駅に至る。
当駅は起点（行き止まり式の終着駅）であり、地下化工事期間中は運転本数の少ない昼間時間帯（10時頃 - 16時頃）に片側の線路のみを使用した単線運転とすることで、負担の大きい夜間作業の低減と工事費用の低減を図った。
具体的には1991年（平成3年）11月、当駅近くに設置していた折り返し用の両渡り分岐器を約500 m離れた目黒川の手前付近に移設（片側渡り線を2基）し、ここに架線の開閉所を設置した。ここから当駅までは単線並列運行となり、昼間時間帯に片側の線路を線路閉鎖・饋電停止（架線を停電させる）を行うことで、工事作業に使用させるものである。
また、地下化切り替え工事は上下線とも一晩で地上線から地下線へ切り替えることを想定していたが、実際には切り替え作業工程が多く、終電後から初電までの時間内では収まらないことが判明した。このため、事前作業で新上り線のみを地下線へと切り替え（地上の2番線への発着はできなくなる）、1997年（平成9年）7月26日は終日にわたり、地上の1番線のみを使用した単線運転を行った。そして、同日終電後に地上1番線への仮設桁（仮線路）を撤去し、上下線とも地下線への切り替え工事が完了した。

## 利用状況
当駅の1日平均乗降人員は、1999年度（平成11年度）まで約30万人程度で推移していたが、都営地下鉄三田線、東京メトロ南北線の開業により、東急目黒線との直通が始まり、2000年度（平成12年度）以降は利用客が増加した。2017年度（平成29年度）における4社合計の1日平均乗降人員は約71.6万人であり、年間では約2億6100万人となっている。
- JR東日本 - 2023年度（令和5年度）の1日平均乗車人員は90,602人である[JR 1]。
JR東日本の駅の中では赤羽駅に次ぐ第36位。
- 東急電鉄 - 2024年度（令和6年度）の1日平均乗降人員は271,279人である[東急 1]。
同社の駅の中では渋谷駅、横浜駅に次ぐ第3位。東京メトロ南北線、都営地下鉄三田線との直通人員を含んでいる。
- 東京メトロ - 2024年度（令和6年度）の1日平均乗降人員は107,777人である[メトロ 1]。
東急目黒線との直通人員を含んでいる。
- 都営地下鉄 - 2023年度（令和5年度）の1日平均乗降人員は98,854人（乗車人員：50,755人、降車人員：48,099人）である[都交 1]。
東急目黒線との直通人員を含んでいる。三田線の駅では神保町駅、大手町駅、三田駅、巣鴨駅に次ぐ第4位。

### 年度別1日平均乗降人員
各年度の1日平均乗降人員は下表の通り（JRを除く）。
| 年度               | 東京急行電鉄 / 東急電鉄 | 東京急行電鉄 / 東急電鉄 | 営団 / 東京メトロ | 営団 / 東京メトロ | 都営地下鉄       | 都営地下鉄 |
| 年度               | 1日平均 乗降人員        | 増加率                  | 1日平均 乗降人員  | 増加率            | 1日平均 乗降人員 | 増加率     |
| ------------------ | ----------------------- | ----------------------- | ----------------- | ----------------- | ---------------- | ---------- |
| 2000年（平成12年） | 132,948                 |                         | 34,834            | [ 備考 1 ]        | 31,332           | [ 備考 1 ] |
| 2001年（平成13年） | 170,698                 | 28.4%                   | 51,488            | 47.8%             | 46,057           | 47.0%      |
| 2002年（平成14年） | 180,398                 | 5.7%                    | 57,400            | 11.5%             | 52,915           | 14.9%      |
| 2003年（平成15年） | 186,301                 | 3.3%                    | 65,748            | 14.6%             | 55,720           | 5.3%       |
| 2004年（平成16年） | 191,340                 | 2.7%                    | 66,210            | 0.7%              | 58,153           | 4.4%       |
| 2005年（平成17年） | 195,425                 | 2.1%                    | 70,088            | 5.9%              | 61,453           | 5.7%       |
| 2006年（平成18年） | 203,745                 | 4.3%                    | 74,879            | 6.8%              | 66,370           | 8.0%       |
| 2007年（平成19年） | 221,429                 | 8.7%                    | 86,549            | 15.6%             | 73,493           | 10.7%      |
| 2008年（平成20年） | 235,367                 | 6.3%                    | 90,332            | 4.4%              | 77,589           | 5.6%       |
| 2009年（平成21年） | 241,585                 | 2.6%                    | 92,666            | 2.6%              | 80,825           | 4.2%       |
| 2010年（平成22年） | 235,597                 | −2.5%                   | 93,678            | 1.1%              | 78,990           | −2.3%      |
| 2011年（平成23年） | 236,572                 | 0.4%                    | 94,530            | 0.9%              | 78,127           | −1.1%      |
| 2012年（平成24年） | 241,718                 | 2.2%                    | 98,495            | 4.2%              | 81,069           | 3.8%       |
| 2013年（平成25年） | 248,074                 | 2.6%                    | 102,998           | 4.6%              | 83,424           | 2.9%       |
| 2014年（平成26年） | 251,530                 | 1.4%                    | 105,289           | 2.2%              | 85,305           | 2.3%       |
| 2015年（平成27年） | 259,382                 | 3.1%                    | 109,114           | 3.6%              | 88,327           | 3.5%       |
| 2016年（平成28年） | 267,662                 | 3.2%                    | 112,752           | 3.3%              | 92,429           | 4.6%       |
| 2017年（平成29年） | 276,680                 | 3.4%                    | 118,326           | 4.9%              | 97,236           | 5.2%       |
| 2018年（平成30年） | 285,661                 | 3.2%                    | 122,861           | 3.8%              | 102,086          | 5.0%       |
| 2019年（令和元年） | 286,145                 | 0.2%                    | 122,641           | −0.2%             | 105,218          | 3.1%       |
| 2020年（令和02年） | 185,621                 | −35.1%                  | 78,456            | −36.0%            | 68,840           | −34.6%     |
| 2021年（令和03年） | 199,638                 | 7.6%                    | 81,059            | 3.3%              | 71,285           | 3.6%       |
| 2022年（令和04年） | 223,329                 | 11.9%                   | 91,094            | 12.4%             | 81,374           | 14.2%      |
| 2023年（令和05年） | 254,897                 | 14.1%                   | 101,677           | 11.6%             | 98,854           | 21.5%      |
| 2024年（令和06年） | 271,279                 | 6.4%                    | 107,777           | 6.0%              |                  |            |

### 年度別1日平均乗車人員（1880年代 - 1930年代）
各年度の1日平均乗車人員は下表の通り。
| 年度               | 日本鉄道 / 国鉄 | 目黒蒲田電鉄 | 出典              |
| ------------------ | --------------- | ------------ | ----------------- |
| 1884年（明治17年） | [ 備考 2 ]      | 未開業       |                   |
| 1885年（明治18年） | 10              | 未開業       | [ 東京府統計 1 ]  |
| 1886年（明治19年） | 9               | 未開業       | [ 東京府統計 2 ]  |
| 1888年（明治21年） | 28              | 未開業       | [ 東京府統計 3 ]  |
| 1890年（明治23年） | 38              | 未開業       | [ 東京府統計 4 ]  |
| 1891年（明治24年） | 37              | 未開業       | [ 東京府統計 5 ]  |
| 1893年（明治26年） | 59              | 未開業       | [ 東京府統計 6 ]  |
| 1895年（明治28年） | 144             | 未開業       | [ 東京府統計 7 ]  |
| 1896年（明治29年） | 234             | 未開業       | [ 東京府統計 8 ]  |
| 1897年（明治30年） | 311             | 未開業       | [ 東京府統計 9 ]  |
| 1898年（明治31年） | 381             | 未開業       | [ 東京府統計 10 ] |
| 1899年（明治32年） | 375             | 未開業       | [ 東京府統計 11 ] |
| 1900年（明治33年） | 400             | 未開業       | [ 東京府統計 12 ] |
| 1901年（明治34年） | 442             | 未開業       | [ 東京府統計 13 ] |
| 1902年（明治35年） | 417             | 未開業       | [ 東京府統計 14 ] |
| 1903年（明治36年） | 431             | 未開業       | [ 東京府統計 15 ] |
| 1904年（明治37年） | 277             | 未開業       | [ 東京府統計 16 ] |
| 1905年（明治38年） | 304             | 未開業       | [ 東京府統計 17 ] |
| 1907年（明治40年） | 496             | 未開業       | [ 東京府統計 18 ] |
| 1908年（明治41年） | 615             | 未開業       | [ 東京府統計 19 ] |
| 1909年（明治42年） | 785             | 未開業       | [ 東京府統計 20 ] |
| 1911年（明治44年） | 1,501           | 未開業       | [ 東京府統計 21 ] |
| 1912年（大正元年） | 1,598           | 未開業       | [ 東京府統計 22 ] |
| 1913年（大正02年） | 1,409           | 未開業       | [ 東京府統計 23 ] |
| 1914年（大正03年） | 1,178           | 未開業       | [ 東京府統計 24 ] |
| 1915年（大正04年） | 1,256           | 未開業       | [ 東京府統計 25 ] |
| 1916年（大正05年） | 1,617           | 未開業       | [ 東京府統計 26 ] |
| 1919年（大正08年） | 2,919           | 未開業       | [ 東京府統計 27 ] |
| 1920年（大正09年） | 4,163           | 未開業       | [ 東京府統計 28 ] |
| 1922年（大正11年） | 6,431           | [ 備考 3 ]   | [ 東京府統計 29 ] |
| 1923年（大正12年） | 11,921          |              | [ 東京府統計 30 ] |
| 1924年（大正13年） | 16,386          |              | [ 東京府統計 31 ] |
| 1925年（大正14年） | 15,637          |              | [ 東京府統計 32 ] |
| 1926年（昭和元年） | 18,275          | 20,371       | [ 東京府統計 33 ] |
| 1927年（昭和02年） | 18,110          | 23,274       | [ 東京府統計 34 ] |
| 1928年（昭和03年） | 16,356          | 24,046       | [ 東京府統計 35 ] |
| 1929年（昭和04年） | 16,216          | 24,508       | [ 東京府統計 36 ] |
| 1930年（昭和05年） | 15,247          | 12,293       | [ 東京府統計 37 ] |
| 1931年（昭和06年） | 14,243          | 22,868       | [ 東京府統計 38 ] |
| 1932年（昭和07年） | 13,714          | 22,221       | [ 東京府統計 39 ] |
| 1933年（昭和08年） | 13,788          | 22,651       | [ 東京府統計 40 ] |
| 1934年（昭和09年） | 14,109          | 22,827       | [ 東京府統計 41 ] |
| 1935年（昭和10年） | 14,591          | 23,492       | [ 東京府統計 42 ] |

### 年度別1日平均乗車人員（1953年 - 2000年）
| 年度               | 国鉄 / JR東日本 | 東京急行電鉄 | 営団   | 都営地下鉄 | 出典              |
| ------------------ | --------------- | ------------ | ------ | ---------- | ----------------- |
| 1953年（昭和28年） | 35,534          |              | 未開業 | 未開業     | [ 東京都統計 1 ]  |
| 1954年（昭和29年） | 37,788          |              | 未開業 | 未開業     | [ 東京都統計 2 ]  |
| 1955年（昭和30年） | 39,957          |              | 未開業 | 未開業     | [ 東京都統計 3 ]  |
| 1956年（昭和31年） | 41,612          | 51,373       | 未開業 | 未開業     | [ 東京都統計 4 ]  |
| 1957年（昭和32年） | 44,243          | 55,774       | 未開業 | 未開業     | [ 東京都統計 5 ]  |
| 1958年（昭和33年） | 46,217          | 58,228       | 未開業 | 未開業     | [ 東京都統計 6 ]  |
| 1959年（昭和34年） | 49,545          | 61,208       | 未開業 | 未開業     | [ 東京都統計 7 ]  |
| 1960年（昭和35年） | 52,388          | 64,038       | 未開業 | 未開業     | [ 東京都統計 8 ]  |
| 1961年（昭和36年） | 53,631          | 66,181       | 未開業 | 未開業     | [ 東京都統計 9 ]  |
| 1962年（昭和37年） | 56,664          | 69,315       | 未開業 | 未開業     | [ 東京都統計 10 ] |
| 1963年（昭和38年） | 60,581          | 71,693       | 未開業 | 未開業     | [ 東京都統計 11 ] |
| 1964年（昭和39年） | 62,084          | 71,200       | 未開業 | 未開業     | [ 東京都統計 12 ] |
| 1965年（昭和40年） | 61,585          | 68,881       | 未開業 | 未開業     | [ 東京都統計 13 ] |
| 1966年（昭和41年） | 62,099          | 65,733       | 未開業 | 未開業     | [ 東京都統計 14 ] |
| 1967年（昭和42年） | 63,110          | 65,231       | 未開業 | 未開業     | [ 東京都統計 15 ] |
| 1968年（昭和43年） | 63,727          | 64,925       | 未開業 | 未開業     | [ 東京都統計 16 ] |
| 1969年（昭和44年） | 59,710          | 63,597       | 未開業 | 未開業     | [ 東京都統計 17 ] |
| 1970年（昭和45年） | 60,910          | 62,847       | 未開業 | 未開業     | [ 東京都統計 18 ] |
| 1971年（昭和46年） | 104,246         | 61,391       | 未開業 | 未開業     | [ 東京都統計 19 ] |
| 1972年（昭和47年） | 104,263         | 62,671       | 未開業 | 未開業     | [ 東京都統計 20 ] |
| 1973年（昭和48年） | 105,666         | 63,458       | 未開業 | 未開業     | [ 東京都統計 21 ] |
| 1974年（昭和49年） | 108,381         | 62,658       | 未開業 | 未開業     | [ 東京都統計 22 ] |
| 1975年（昭和50年） | 106,273         | 61,219       | 未開業 | 未開業     | [ 東京都統計 23 ] |
| 1976年（昭和51年） | 107,581         | 59,953       | 未開業 | 未開業     | [ 東京都統計 24 ] |
| 1977年（昭和52年） | 105,622         | 59,622       | 未開業 | 未開業     | [ 東京都統計 25 ] |
| 1978年（昭和53年） | 104,959         | 58,888       | 未開業 | 未開業     | [ 東京都統計 26 ] |
| 1979年（昭和54年） | 104,344         | 57,538       | 未開業 | 未開業     | [ 東京都統計 27 ] |
| 1980年（昭和55年） | 101,674         | 56,175       | 未開業 | 未開業     | [ 東京都統計 28 ] |
| 1981年（昭和56年） | 102,041         | 55,342       | 未開業 | 未開業     | [ 東京都統計 29 ] |
| 1982年（昭和57年） | 101,688         | 54,759       | 未開業 | 未開業     | [ 東京都統計 30 ] |
| 1983年（昭和58年） | 100,257         | 54,393       | 未開業 | 未開業     | [ 東京都統計 31 ] |
| 1984年（昭和59年） | 101,707         | 55,044       | 未開業 | 未開業     | [ 東京都統計 32 ] |
| 1985年（昭和60年） | 100,545         | 54,992       | 未開業 | 未開業     | [ 東京都統計 33 ] |
| 1986年（昭和61年） | 102,148         | 55,510       | 未開業 | 未開業     | [ 東京都統計 34 ] |
| 1987年（昭和62年） | 102,874         | 56,005       | 未開業 | 未開業     | [ 東京都統計 35 ] |
| 1988年（昭和63年） | 109,000         | 56,792       | 未開業 | 未開業     | [ 東京都統計 36 ] |
| 1989年（平成元年） | 110,227         | 56,934       | 未開業 | 未開業     | [ 東京都統計 37 ] |
| 1990年（平成02年） | 113,460         | 58,997       | 未開業 | 未開業     | [ 東京都統計 38 ] |
| 1991年（平成03年） | 116,563         | 60,541       | 未開業 | 未開業     | [ 東京都統計 39 ] |
| 1992年（平成04年） | 115,753         | 59,786       | 未開業 | 未開業     | [ 東京都統計 40 ] |
| 1993年（平成05年） | 115,455         | 59,025       | 未開業 | 未開業     | [ 東京都統計 41 ] |
| 1994年（平成06年） | 114,745         | 58,526       | 未開業 | 未開業     | [ 東京都統計 42 ] |
| 1995年（平成07年） | 113,478         | 58,178       | 未開業 | 未開業     | [ 東京都統計 43 ] |
| 1996年（平成08年） | 114,063         | 58,389       | 未開業 | 未開業     | [ 東京都統計 44 ] |
| 1997年（平成09年） | 112,956         | 57,748       | 未開業 | 未開業     | [ 東京都統計 45 ] |
| 1998年（平成10年） | 111,362         | 57,074       | 未開業 | 未開業     | [ 東京都統計 46 ] |
| 1999年（平成11年） | 110,348         | 56,459       | 未開業 | 未開業     | [ 東京都統計 47 ] |
| 2000年（平成12年） | 106,820         | 65,899       | 18,032 | 15,684     | [ 東京都統計 48 ] |

### 年度別1日平均乗車人員（2001年以降）
| 年度               | JR東日本 | 東京急行電鉄 / 東急電鉄 | 営団 / 東京メトロ | 都営地下鉄 | 出典              |
| ------------------ | -------- | ----------------------- | ----------------- | ---------- | ----------------- |
| 2001年（平成13年） | 99,547   | 83,365                  | 25,677            | 23,123     | [ 東京都統計 49 ] |
| 2002年（平成14年） | 99,413   | 88,047                  | 28,642            | 26,619     | [ 東京都統計 50 ] |
| 2003年（平成15年） | 98,561   | 91,128                  | 31,716            | 28,055     | [ 東京都統計 51 ] |
| 2004年（平成16年） | 97,463   | 93,285                  | 33,230            | 29,227     | [ 東京都統計 52 ] |
| 2005年（平成17年） | 98,344   | 95,141                  | 35,660            | 30,940     | [ 東京都統計 53 ] |
| 2006年（平成18年） | 100,006  | 99,151                  | 37,795            | 33,370     | [ 東京都統計 54 ] |
| 2007年（平成19年） | 105,073  | 107,148                 | 42,934            | 37,044     | [ 東京都統計 55 ] |
| 2008年（平成20年） | 106,132  | 114,792                 | 44,849            | 39,688     | [ 東京都統計 56 ] |
| 2009年（平成21年） | 104,923  | 118,170                 | 45,666            | 41,353     | [ 東京都統計 57 ] |
| 2010年（平成22年） | 102,310  | 115,482                 | 46,118            | 40,447     | [ 東京都統計 58 ] |
| 2011年（平成23年） | 101,998  | 116,049                 | 46,680            | 39,997     | [ 東京都統計 59 ] |
| 2012年（平成24年） | 103,033  | 118,374                 | 48,478            | 41,489     | [ 東京都統計 60 ] |
| 2013年（平成25年） | 106,538  | 122,849                 | 50,627            | 42,647     | [ 東京都統計 61 ] |
| 2014年（平成26年） | 106,504  | 124,778                 | 51,845            | 43,633     | [ 東京都統計 62 ] |
| 2015年（平成27年） | 108,163  | 128,566                 | 53,705            | 45,177     | [ 東京都統計 63 ] |
| 2016年（平成28年） | 110,219  | 132,732                 | 55,493            | 47,253     | [ 東京都統計 64 ] |
| 2017年（平成29年） | 111,655  | 137,241                 | 58,260            | 49,130     | [ 東京都統計 65 ] |
| 2018年（平成30年） | 115,560  | 141,532                 | 60,551            | 52,120     | [ 東京都統計 66 ] |
| 2019年（令和元年） | 113,496  | 141,790                 | 60,470            | 53,724     | [ 東京都統計 67 ] |
| 2020年（令和02年） | 72,657   |                         |                   | 35,064     |                   |
| 2021年（令和03年） | 74,660   |                         |                   | 36,486     |                   |
| 2022年（令和04年） | 83,770   |                         |                   | 41,721     |                   |
| 2023年（令和05年） | 90,602   |                         |                   | 50,755     |                   |

備考
1. 1 2 3 4  2000年9月26日開業。開業日から翌年3月31日までの計187日間を集計したデータ。
2. ↑  1885年3月1日開業。
3. ↑  1923年3月11日開業。

## 駅周辺

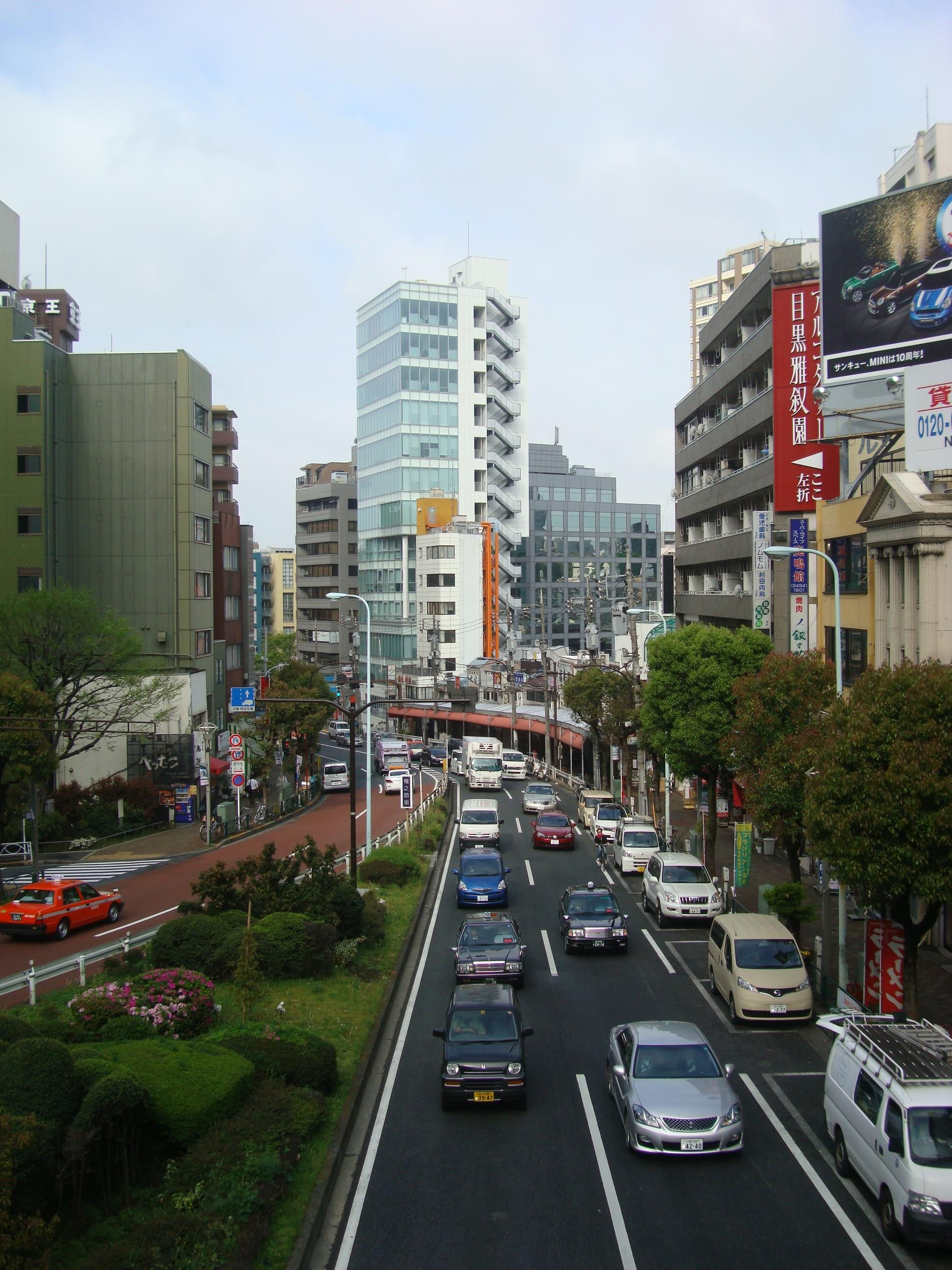
権之助坂

白金桟道橋から見た目黒駅。右の高い建物がJR東急目黒ビル

- 権之助坂
駅西口側目黒通りの坂の名称で一方通行の上下線に分かれている。ただし下り線は上大崎交差点から目黒駅東口ロータリー出口まで相互通行。下り線は江戸時代に目黒の名主であった菅沼権之助によって開かれた。幕府の意向に反したとの冤罪で処刑されたが、慕う庶民がその名を付けて現在に至っている。上り線の"新坂"は当初存在していなかったが、増加する交通量などに対応するため、1965年以後に住宅地を開いて開通した。
- 権之助坂商店街
駅西口前周辺から権之助坂一帯の加盟店舗数250を超える商店街で、権之助坂商店街振興組合として8つの商店会からなっている[34]。
- 行人坂
江戸時代のこと、権之助坂ができる前は江戸府内に入るルートとして大鳥神社から太鼓橋を渡り、途中江戸三大大火の一つ、明和9年（1772年）明和の大火（行人坂の火事）の火元となった大円寺を右に見ながら江戸府内へ向かう主道であった。余りの急坂で大八車を引く人々からは不評であった。"権之助坂"が開通して庶民の苦しみは取り除かれた。
- アトレ目黒
駅の地上に建設されたJRアトレビルの商業エリア。建物は1967年に建てられ、当時はJR目黒駅ビルが目黒ステーションビル、駅隣のビルが目黒ターミナルビルとなっていた。後年ステーションビルはサンメグロ、ターミナルビルはマイメグロとなり、さらにその後マイメグロはmicと呼称が変更された。2000年には2棟共に改装となり、改装中の休業期間を経て2001年10月には2棟併せてヒルトップガーデン目黒（サンメグロはヒルトップガーデングリーン館、マイメグロはヒルトップガーデンオレンジ館と呼称変更）となった。その後、再び改装を経て2005年12月にこのヒルトップガーデン目黒はATRE1（グリーン館建物がA館、オレンジ館建物がB館となっていた）となっている。2014年2月にB館が閉鎖され、3月にA館がリニューアルオープンし、その後はA館、B館の呼称は使用されていない。リニューアルオープン以降、旧A館の建物のみで営業していたが、旧B館の建物が2017年3月に再オープンした[報道 10]。JR東急目黒ビルの地上はもともと2002年4月からATREとしてオープンしていたが、ATRE1のオープンにともなってATRE2となっている。ATRE2には目黒区の目黒駅行政サービス窓口が設置されている[35][注 4]。
- 目黒雅叙園
ホテル、結婚式場、レストラン、保存建築（登録有形文化財）などがある。アニメーション映画『千と千尋の神隠し』の湯屋などを思わせる造りが目を引く。駅から行人坂を下って徒歩で5分から6分程度。
- 大鳥神社
太鼓橋を渡って山手通りと目黒通りの立体交差点の横にある。2006年は鎮座1200年にあたっており、記念行事として、同年8月20日に稚児と大人の裃行列、同年9月3日の例大祭には60余年振りの神輿の宮入が執り行われた。初冬には、酉の市がある。
- 学校法人杉野学園
杉野服飾大学、ドレスメーカー学院。
- 目黒日本大学中学校・高等学校
旧・日出中学校・高等学校、芸能コースが設置されており、在学生・卒業生に多くの芸能人がいる。
- ホリプロ - 老舗芸能事務所。
- 日の丸自動車学校
山手線から教習コースが望める。黒いビルに大きな目立つ赤い球がめり込んでいる。
- EASE NEWYORK（イーズニューヨーク）・EASE PARIS（イーズパリ）
ニューヨーク・パリの町並みを模した撮影スタジオ。東急目蒲線線路跡地に建設された。
- JR東急目黒ビル - アトレ目黒2やNTTアド、ビーコン・コミュニケーションズ本社
- 新目黒東急ビル（旧・パイオニア本社跡地） - スターバックスコーヒージャパン本社
- パークタワー目黒
- 目黒セントラルスクエア
都営バス目黒車庫跡地再開発により整備され、オフィス棟とマンション（ブリリアタワー目黒ノースレジデンス・サウスレジデンス）、広場がある。
- その他、久米美術館などがある。

## バス路線
都営バス・東急バス により運行される以下の路線が発着する。

### 東口
都営バスは東口ロータリー内、東急バスは目黒通り上（東行は駅北側、西行は駅南側）に分かれて設置している。停留所名は東急バス西行きのみ「目黒駅東口」、他は「目黒駅前」となる。
| のりば | 停留所名   | 運行事業者 | 系統・行先                                                       |
| ------ | ---------- | ---------- | ---------------------------------------------------------------- |
| 1      | 目黒駅前   | 都営バス   | 品93：大井競馬場前・品川車庫前・都立産業技術高専品川キャンパス前 |
| 2      | 目黒駅前   | 都営バス   | - 黒77：千駄ヶ谷駅前 - 橋86：新橋駅前・赤羽橋駅前・東京タワー    |
| 7      | 目黒駅前   | 東急バス   | - 東98：東京駅南口 - さんまバス：目黒区総合庁舎                  |
| a      | 目黒駅東口 | 東急バス   | 東98：清水・等々力操車所                                         |

### 西口
0 - 2番のりばは目黒通り上（駅南側）、3 - 5番のりばは目黒駅西口正面に設置。
| のりば | 運行事業者 | 系統・行先                            |
| ------ | ---------- | ------------------------------------- |
| 0      | 東急バス   | 黒09：下馬営業所 / 野沢龍雲寺（循環） |
| 2      | 東急バス   | 黒06：三軒茶屋駅                      |
| 3      | 東急バス   | 黒01：大岡山小学校前                  |
| 3B     | 東急バス   | 黒01：清水                            |
| 4      | 東急バス   | 黒02：二子玉川駅 / 等々力七丁目       |
| 5      | 東急バス   | 黒07：弦巻営業所                      |

## 隣の駅
東日本旅客鉄道（JR東日本）
 山手線
五反田駅 (JY 23) - 目黒駅 (JY 22) - 恵比寿駅 (JY 21)
東急電鉄（東急）
 目黒線
■急行
(南北線・三田線) - 目黒駅 (MG01) - 武蔵小山駅 (MG03)
■各駅停車
(南北線・三田線) - 目黒駅 (MG01) - 不動前駅 (MG02)
東京地下鉄（東京メトロ）・東京都交通局（都営地下鉄）
 南北線・ 都営三田線
■各駅停車
(東急目黒線) - 目黒駅 (N 01・I 01) - 白金台駅 (N 02・I 02)